# Marie-Hélène Prémont
Marie-Hélène Prémont (ur. 24 października 1977 r. w Quebecu) – kanadyjska kolarka górska, srebrna medalistka olimpijska, brązowa medalistka mistrzostw świata oraz zdobywczyni Pucharu Świata w kolarstwie górskim.

## Kariera
Jej olimpijskim debiutem były igrzyska w Atenach w 2004 roku, gdzie wywalczyła srebrny medal w cross-country, wyprzedziła ją jedynie Norweżka Gunn Rita Dahle. Startowała także cztery lata później, podczas igrzysk olimpijskich w Pekinie jednak nie zdołała ukończyć zawodów.
W 2006 roku, na mistrzostwach świata w Rotorua wywalczyła brązowy medal w cross country, ulegając jedynie mistrzyni olimpijskiej Gunn-Ricie Dahle oraz drugiej na mecie Irinie Kalentiewej z Rosji. Nigdy wcześniej ani później nie zdobyła już medalu mistrzostw świata, choć była aż czterokrotnie czwarta: w latach 2004, 2005, 2007 i 2008. Również w 2006 roku, podczas igrzysk Wspólnoty Narodów w Melbourne wywalczyła złoty medal w kolarstwie górskim.
W sezonie 2008 triumfowała w klasyfikacji cross country Pucharu Świata w kolarstwie górskim, w latach 2004, 2006 i 2007 była druga, a w sezonie 2005 zajęła trzecie miejsce.
Prémont jest także pięciokrotną mistrzynią Kanady w kolarstwie górskim z lat 2004–2008. W 2003 roku wywalczyła także brązowy medal na mistrzostwach kraju w kolarstwie przełajowym.